# Alphonse Feyder
Alphonse Feyder (Niederkorn, 12 giugno 1916 – Niederkorn, 23 luglio 1985) è stato un calciatore lussemburghese, di ruolo difensore.

## Carriera

### Club
Ha sempre giocato nel campionato lussemburghese.

### Nazionale
Ha rappresentato la Nazionale del suo paese alle Olimpiadi del 1936.